# 岡明日香
岡 明日香（おか あすか、1983年3月7日 - ）は、東京都出身の女子柔道選手。階級は70kg級。身長164cm。血液型はA型。組み手は右組み。段位は参段。得意技は一本背負投、足技。現在は桐蔭横浜大学の女子柔道部監督を務めている。

## 経歴
柔道は6歳の時に研誠館で始めた。江戸川区立篠崎第二中学から淑徳高校へ進むと、1年の時に全国高校選手権78kg級で2位になった。2年の時には金鷲旗で3位になると、高校選手権では70kg級で3位となった。3年の時には金鷲旗において、同級生で57kg級の岩田千絵や1つ年下の78kg級の中沢さえなどとともに活躍して決勝まで進み福岡工大附属高校と対戦するが、大将戦で中沢が七條芳美に敗れたために2位に終わった。
2001年には淑徳大学へ進学した。1年の時には全日本ジュニアの決勝で東海大学1年の七條を破って優勝した。アジアジュニアでも優勝した。2年からは3年連続して学生体重別で3位となった。一方で、世界ジュニアでは決勝でウクライナのマリーナ・プリスチェパを山嵐で破ったのを始め、オール一本勝ちして優勝を飾った。3年の時には優勝大会において岩田や中澤
などとともに活躍して決勝まで進み東海大学と対戦するが、中澤などが敗れて2位にとどまった。講道館杯では3位になった。4年の時には優勝大会で岩田や中澤、1年の國原頼子などとともに活躍して決勝まで進み再び東海大学と対戦するが、またも中澤が敗れて2位にとどまった。講道館杯では七條を破って初優勝を飾った。
2005年にはコマツの所属となると、講道館杯では決勝で國原を破って2連覇を成し遂げた。さらには福岡国際でも優勝を飾った。2006年のドイツ国際では2位にとどまると、選抜体重別でも三井住友海上 の上野雅恵に大外刈で敗れて2位だった。講道館杯では決勝で会社の3年後輩である渡邊美奈に敗れて3連覇はならなかった。2007年のドイツ国際では決勝で地元ドイツのアネット・ベームを破って優勝した。選抜体重別では決勝で國原に敗れるも、実績で世界選手権代表に選ばれた。アジア選手権では優勝した。世界選手権では初戦でアメリカのロンダ・ラウジーに技ありで敗れると、その後の敗者復活戦でもイタリアのイレニア・スカピンに大外刈で敗れるなど散々な結果に終わった。2008年の選抜体重別では準決勝で上野を指導1で破ると、決勝でも國原を一本背負投で破って優勝するも、世界選手権ではメダルさえ取れなかったことも影響して北京オリンピック代表には選出されなかった。嘉納杯では決勝では63kg級から階級を上げてきたフランスのリュシ・ドコスに敗れた。2009年のグランプリ・ハンブルクでは決勝で渡邊に敗れると、選抜体重別でも決勝で渡邊に敗れて2位にとどまった。グランプリ・青島では優勝を飾った。2010年には世界団体で3位になった。

## 戦績
- 1999年 - 全国高校選手権 78kg級 2位
- 1999年 - 金鷲旗 3位
- 2000年 - 全国高校選手権 70kg級 3位
- 2000年 - 金鷲旗 2位
- 2001年 - 全日本ジュニア 優勝
- 2001年 - アジアジュニア 優勝
- 2002年 - フランスジュニア国際 優勝
- 2002年 - 学生体重別 3位
- 2002年 - 世界ジュニア 優勝
- 2003年 - 学生体重別 3位
- 2003年 - 講道館杯 3位
- 2004年 - 学生体重別 3位
- 2004年 - 優勝大会 2位
- 2004年 - 講道館杯 優勝
- 2004年 - 福岡国際 3位
- 2005年 - 選抜体重別 3位
- 2005年 - 講道館杯 優勝
- 2005年 - 福岡国際 優勝
- 2006年 - ドイツ国際 2位
- 2006年 - 選抜体重別 2位
- 2006年 - ワールドカップ団体戦 3位
- 2006年 - 講道館杯 2位
- 2007年 - ドイツ国際 優勝
- 2007年 - 選抜体重別 2位
- 2007年 - アジア選手権 優勝
- 2007年 - 講道館杯 2位
- 2008年 - 選抜体重別 優勝
- 2008年 - 講道館杯 3位
- 2008年 - 嘉納杯 2位
- 2009年 - グランプリ・ハンブルク 2位
- 2009年 - 選抜体重別 2位
- 2009年 - グランドスラム・リオデジャネイロ 5位
- 2009年 - 講道館杯 3位
- 2009年 - グランプリ・青島 優勝
- 2009年 - グランドスラム・東京 5位
- 2010年 - ワールドカップ・ブダペスト 2位
- 2010年 - 東アジア選手権 2位
- 2010年 - 世界団体 3位

(出典、JudoInside.com)